# Cheelandavadi Forest, Kanakapura
Cheelandavadi Forest là một làng thuộc tehsil Kanakapura, huyện Ramanagara, bang Karnataka, Ấn Độ.